# RAIL4CHEM

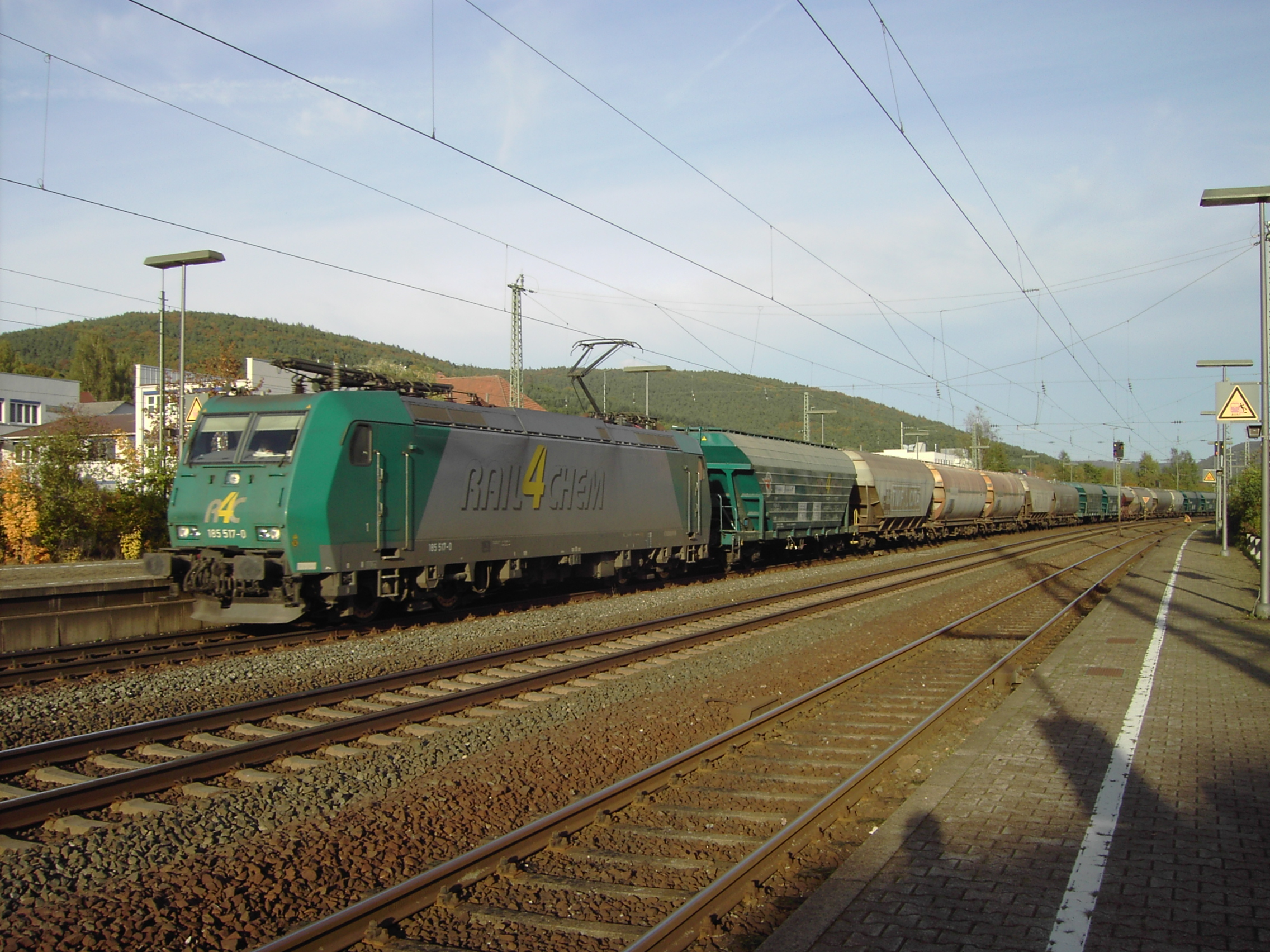
Lokomotiva řady 185 firmy rail4chem

Společnost RAIL4CHEM Eisenbahnverkehrsgesellschaft mbH (dříve psáno jako rail4chem Eisenbahnverkehrsgesellschaft mbH), zkráceně RAIL4CHEM nebo R4C (VKM: RACM), je německý železniční dopravce se sídlem v Essenu, který se zabývá nákladní železniční dopravou.

## Historie
Společnost založili v roce 2000 následující firmy aktivní v chemickém průmyslu a logistice související s chemickým průmyslem:
- HOYER Group, Hamburg
- VTG AG with, Hamburg
- BASF AG, Ludwigshafen
- BERTSCHI AG, Dürrenäsch

Každá z těchto firem měla v rail4chem podíl 25 %.
Na počátku roku 2008 se původní vlastníci dohodli o prodeji rail4chem francouzské společnosti Veolia Cargo s tím, že celý prodej rail4chem bude dokončen v průběhu 1. pololetí roku 2008.

## Dceřiné společnosti

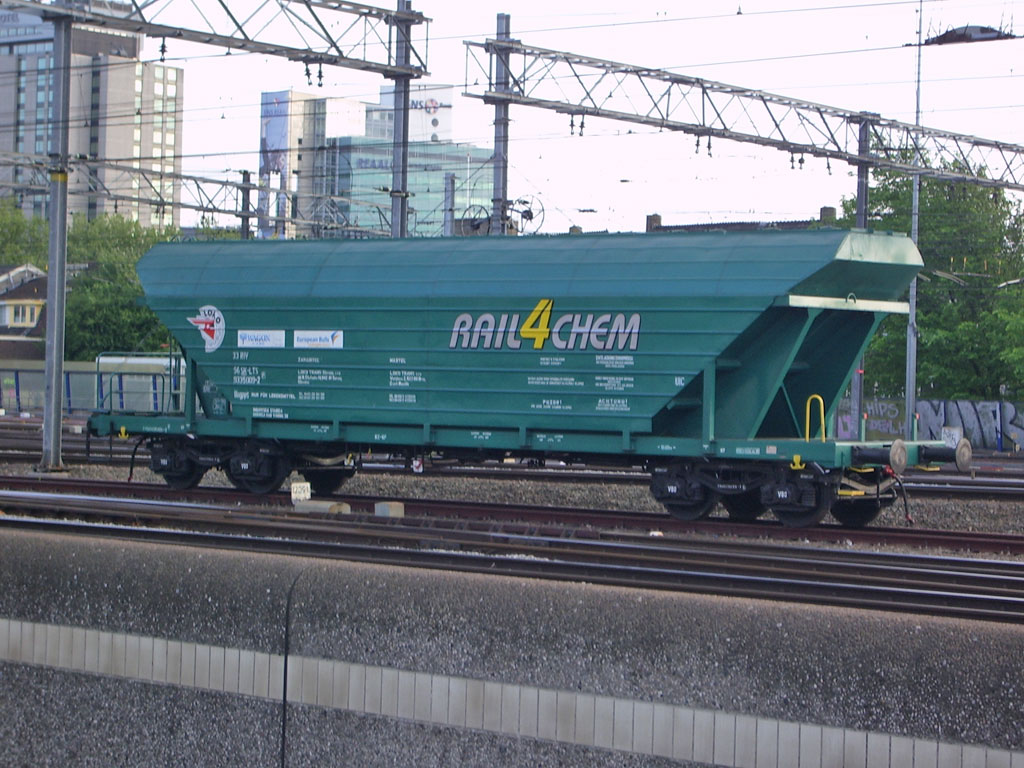
Samovýsypný vůz řady Uagpps

Firma má dceřiné společnosti rail4Chem Benelux B.V., Haven, rail4chem transalpin AG, Basel, fer Polska S.A., Warszawa, které jsou dopravci v zemích Beneluxu, resp. Švýcarska a Polska. Mateřská firma je pak od 1. ledna 2005 držitelem licence pro provozování drážní dopravy ve Francii.

## Členství v European Bulls
Od 13. ledna 2005 je rail4chem – společně s dalšími zakládajícími členy Viamont (Česko), Comsa Rail Transport (Španělsko), Ferrovie Nord Cargo Srl. (Itálie) a LTE Logistik- und Transport- GmbH (Rakousko) – členem sdružení evropských nákladních železničních společností „European Bulls“. Toto sdružení nabízí svým zákazníkům služby v nákladní železniční dopravě s tím, že dopravcem v daném státě je vždy člen sdružení z tohoto státu, vůči zákazníkovi však sdružení vystupuje jednotně a není tedy nutné poptávat dopravu u každé společností zvlášť.

## Lokomotivy
V prosinci 2006 provozovala společnost celkem 43 lokomotiv, z toho 22 elektrických a 21 dieselových. Z tohoto počtu 34 kusů (14 elektrických, 20 dieselových) používala v mezinárodní dopravě.
Základem parku elektrických lokomotiv jsou stroje řady 185 (výrobce Bombardier), které firma buď vlastní nebo si je pronajímá od leasingových společností firem Angel Trains Cargo a Mitsui Rail Capital Europe. Dále si pronajímá lokomotivy řady 145 (výrobce ADtranz) od Deutsche Leasing, „Taurusy“ Siemens ES64U2 od firmy Hupac Deutschland a stroje řady 416 (švýcarská řada Re 4/4 Im vyrobené lokomotivkou SLM v roce 1945) od firmy Classic Rail.
Park dieselových lokomotiv se skládá ze tří řad:
- Class 66 – lokomotivy typu JT42CWR vyráběné americkou lokomotivkou General Motors – Electro Motive Division firma vlastní nebo si pronajímá od CBRail
- G1206 a G2000 – tyto lokomotivy výrobce Vossloh Locomotives si firma pronajímá od Angel Trains Cargo a Mitsui Rail Capital Europe.

Stav pronájmu lokomotiv se může průběžně měnit podle momentálních potřeb firmy, uvedený stav odpovídá konci roku 2006.